# دویچه روندشاو

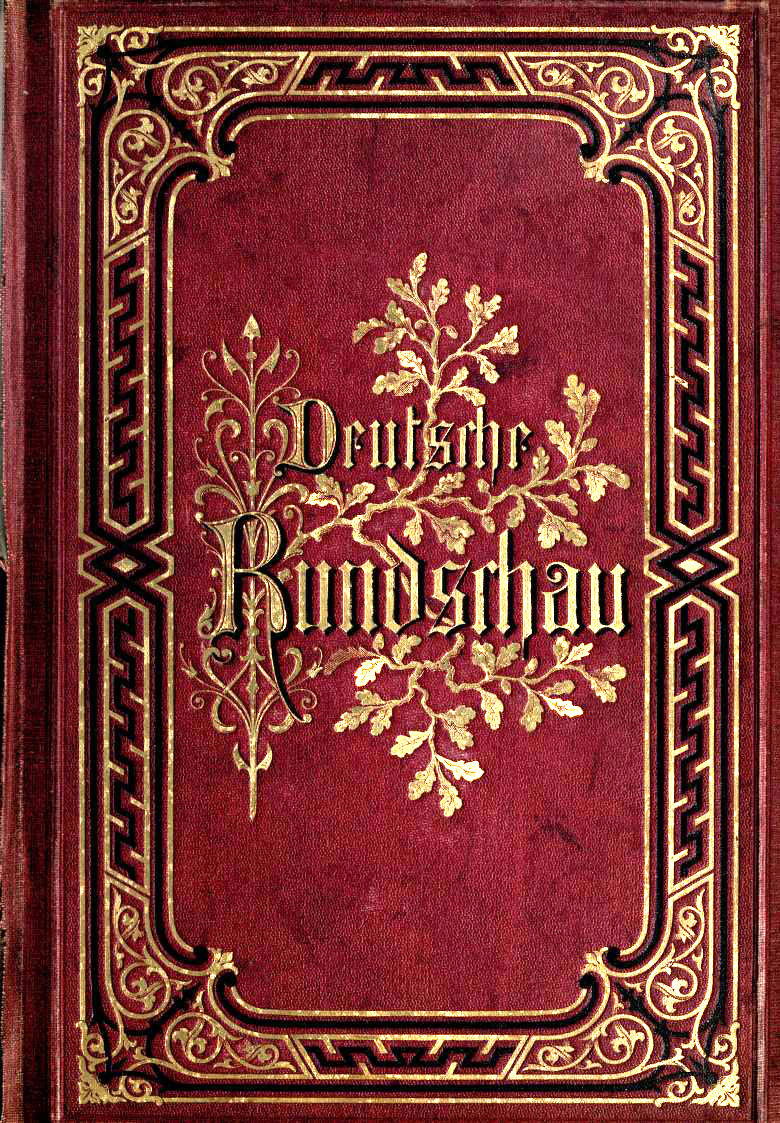
جلد کتاب چاپ اول دویچه روندشاو (۱۸۷۴) (ویرایش ادواری توسط جولیوس رودنبرگ، برلین)

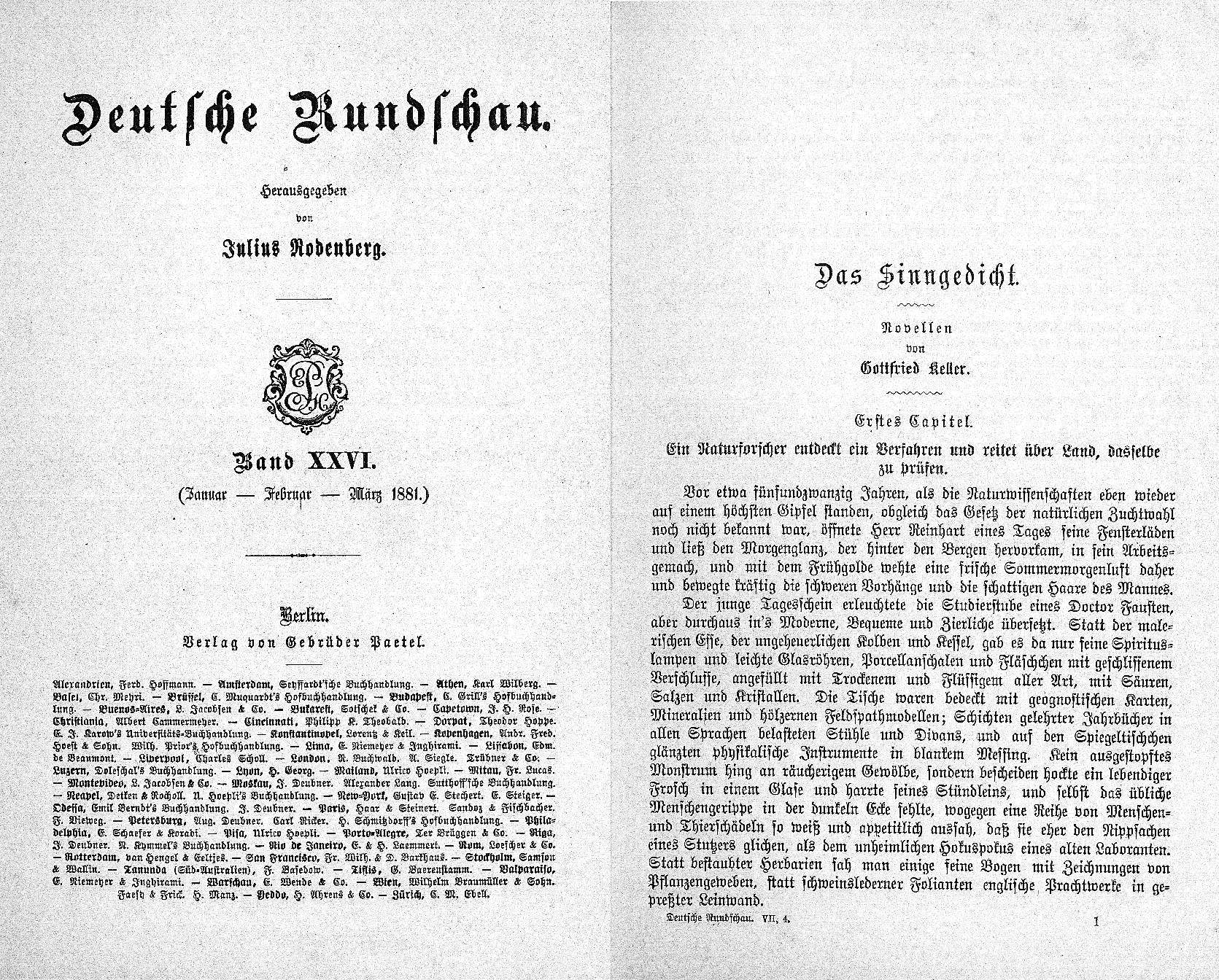
صفحه اول و صفحه اول دویچه روندشاو, جلد ۲۶ (۱۸۸۱) با آغاز «شعر آواز»، چرخه رمان اثر گوتفرید کلر

دویچه روندشاو یک نشریه ادبی و سیاسی بود که در سال ۱۸۷۴ توسط جولیوس رودنبرگ تأسیس شد. این نشریه به شدت بر سیاست، ادبیات و فرهنگ آلمان تأثیر گذاشت و یکی از موفق‌ترین نشریات ادواری در آلمان محسوب می‌شد. از جمله نویسندگان آن می‌توان به تئودور فونتان (نویسنده رمان افی بریست)، پل هیس، تئودور استورم (نویسنده رمان سوار بر اسب سفید)، گوتفرید کلر و ارنست رابرت کورتیوس اشاره کرد. ریچارد موریتز مایر، مورخ ادبیات آلمانی، سبک چاپ دویچه روندشاو را دانشگاه چاپی توصیف کرد. انتشار این نشریه با وقفه‌هایی در دوران نازی‌ها تا سال ۱۹۴۶ ادامه داشت.

## تاریخچه
پس از مرگ جولیوس رودنبرگ، برونو هیک ناشری روندشاو را بر عهده گرفت و در سال ۱۹۱۹ توسط رودولف پچل ادامه پیدا کرد. دویچه رودنشاو تا جنگ جهانی دوم سخنگوی محافظه‌کاران جوان و بعداً مخالفان محافظه‌کار نازی‌ها بود. در سال ۱۹۴۲ پچل به زندان افتاد و نشریه توقیف شد. چهار سال بعد، دویچه روندشاو دوباره توسط پچل منتشر شد. پس از مرگ پچل، انتشار ماهنامه توسط پسرانش یورگن و پیتر پچل و هری پراس ادامه یافت. بورگارد فرودنفلدو هانس یواخیم نتزر آخرین ویراستاران این نشریه بودند. انتشار این مجله در سال۱۹۶۴ متوقف شد.
سنت دویچه روندشاو توسط روزنامه‌های خواهری دویچه روندشاو ادامه پیدا کرد، که یک مجله آنلاین چند زبانه بود و توسط هاینریش فون لوش ویرایش می‌شد. دویچه روندشاو در قالب مدرن تجدید نظر کرد و کار خود را به عنوان یک نشریه ویرایش شده خانوادگی ادامه داد و روش نگارش غیرحزبی در خصوص طیف گسترده‌ای از مسائل سیاسی، اقتصادی و فرهنگی مرتبط با آلمان و نقش آن در جهان را حفظ کرد.
چندین نشریه دیگر نیز از عنوان «دویچه روندشاو» استفاده کردند، از جمله: دویچه روندشاو, هاروی، شمال داکوتا (۱۹۱۵–۱۷)؛ دویچه روندشاو, کوئرو، تگزاس(۱۸۸۰-ca. ۱۹۰۰)، دویچه روندشاو در پولن.

## انتشارات روندشاو
- چندین نشریه در طول سال‌ها از عنوان دویچه روندشاو استفاده کرده‌اند، از جمله:
- دویچه روندشاو، هاروی، داکوتای شمالی (۱۹۱۷–۱۹۱۵)[۷]
- ژرمن ریویو، کوئرو، تگزاس (۱۸۸۰–حدود ۱۹۰۰)[۸]
- بررسی آلمانی در لهستان (۱۹۳۹)
- دویچه روندشاو، لندشات(RVG-ورلاگ، ۱۹۹۴–۱۹۹۰)
- صفحه آلمانی–دویچه روندشاو آلمانی. توسط هاینریش فون لوش، مجله آنلاین چندزبانه

## ادبیات
- رولاند بربیگ، ژوزفین کیتزبیچلر (ویراستار): بحث روندشاو۱۸۷۷. مجله پل لیندو «جنوب و شمال» و ژولیوس رودنبرگ «دویچه رودشاو». مستندات. پیتر لانگ، برن ۱۹۹۸، ISBN 3-906759-51-2.
- مارگو گولر: نگهبان فرهنگ. طبقه متوسط تحصیل کرده در مجلات فرهنگی «دویچه روندشاو» و «نوه رودشاو» (۱۸۹۰ تا ۱۹۱۴) (= انتشارات دانشگاه اروپایی. سری سوم تاریخ و علوم کمکی آن. شماره ۱۰۸۲). پیتر لانگ، فرانکفورت آم ماین ۲۰۱۱، ISBN 978-3-631-61404-4.
- ویلمونت هاکه: یولیوس رودنبرگ و روندشاو آلمانی. مطالعه روزنامه‌نگاری لیبرالیسم آلمانی ۱۸۷۰–۱۹۱۸. فونوینکل، هایدلبرگ ۱۹۵۰.